# 약암로
약암로(Yakam-ro)는 인천광역시 서구 오류동에서 김포시 대곶면까지 이르는 인천광역시 및 김포시의 도로로, 총 연장은 9.921 km이다. 해당 도로명은 약암온천에서 유래한 명칭을 사용한다.

## 노선 정보
- 총 연장 : 9.921 km
- 기점 : 인천광역시 서구 오류동 1469-17 (거첨로와 직결)
- 종점 : 경기도 김포시 대곶면 대명리 661-1답 (대명항1로와 접촉)

## 지리

### 통과하는 지자체
- 인천광역시
  - 서구 (오류동)
- 경기도
  - 김포시 (양촌읍 - 대곶면)

### 접촉하는 도로
- 거첨로
- 대곶남로
- 천호로
- 약산로
- 대명항로
- 대명항1로

### 주변에 있는 시설
- 세어도선착장
- 약암관광호텔
- 안암도유수지
- S-OIL 유카스에너지 대벽주유소
- 약암양식장
- 동영인터내셔널 본사
- SK 삼보약암주유소
- 이코브루
- 약암한식기사부페
- 서지배이잔치국수
- 황촌집
- 본토손가장
- 브로드웨이
- 약암카페브런치
- 약산손두부
- 호텔바스
- 호텔루브
- 초담민물장어
- 세븐일레븐 김포약암로드점
- 약암육개장
- SK 약암주유소
- 영림몰딩도어 현리건축자재백화점
- 약암리495 1호점
- CU 김포약암리점
- 부부수산
- 대주판넬
- 나온무역
- 소나무조경 제1농장

#### 주변 하천
- 호동천

## 참고 사항
- 약암로는 원래 국가지원지방도 제84호선의 일부를 이루었으나, 국지도 84호선이 다른 도로 쪽으로 경로가 변경 및 이설되면서 이미 지정이 해제된 것으로 추정된다.
- 인천에서 강화도까지 빨리 갈 수 있는 도로이기도 하며 남쪽에는 해안가를 따라 가는 경로로 보인다.